# Harry Corner
Harry Richard Corner (Taunton, 9 juli 1874 – Radyr, 7 juni 1934) was een Brits cricketspeler. 
Corner won in 1900 met het Britse ploeg de gouden medaille op de Olympische Spelen in Parijs.

## Erelijst
- 1900 –  Olympische Spelen in Parijs met de Devon and Somerset Wanderers